# Adłan Warajew
Adłan Abujewicz Warajew (ros. Адлан Абуевич Вараев; ur. 2 stycznia 1962 w Sadowom,  zm. 4 maja 2016 w rejonie itum-kalińskim) – radziecki zapaśnik w stylu wolnym. Z pochodenia Czeczen.
Srebrny medalista Igrzysk w Seulu 1988 w kategorii do 74 kg. Dwukrotny medalista mistrzostw świata, złoty w 1987. Trzy razy najlepszy na Mistrzostwach Europy w 1986-88. Złoty medalista mistrzostw ZSRR w 1986 i 1987, brązowy w 1985 roku.
Trener zapaśniczej reprezentacji Rosji i wiceprezydent rosyjskiego związku zapasów.